# Cerro El Plomo
Cerro El Plomo è una montagna di 5424 metri e si trova nella Regione Metropolitana di Santiago, nel Cile.